# Amir Jan Khalunder
Amir Jan Khalunder (ur. 20 listopada 1924 w Kabulu) – afgański zapaśnik walczący w stylu wolnym. Olimpijczyk z Rzymu 1960, gdzie zajął 24. miejsce w kategorii do 67 kg.
Piąty na igrzyskach azjatyckich w 1958 roku.

## Letnie Igrzyska Olimpijskie 1960
| Konkurencja       | Rundy eliminacyjne        | Rundy eliminacyjne   | Klas. końcowa |
| Konkurencja       | Przeciwnik I              | Przeciwnik II        | Miejsce       |
| ----------------- | ------------------------- | -------------------- | ------------- |
| 67 kg styl wolnym | Garibaldo Nizzola (ITA) P | Enju Wyłczew (BGR) P | 24.           |